# Старки, Зак
Закари (Зак) Ричард Старки (англ. Zachary  Richard Starkey; род. 13 сентября 1965, Гаммерсмит, Лондон) — британский рок-музыкант, барабанщик. Сын барабанщика группы The Beatles Ринго Старра и его первой жены Морин Старки Тайгретт. С 1996 года концертный барабанщик британской рок-группы The Who, принимал участие в записи её двух последних альбомов. Также был третьим по счету барабанщиком группы Oasis. Кроме того, Старки работал с такими исполнителями и коллективами как Джонни Марр, Пол Уэллер, The Icicle Works, The Waterboys, ASAP и The Lightning Seeds.

## Избранная дискография
- Artists United Against Apartheid — Sun City (1985)
- Роджер Долтри — Under a Raging Moon (1985)
- Eddie Hardin — Wind in the Willows (1985)
- Mike d'Abo — Indestructable (1987)
- ASAP — Silver and Gold (1989)
- Пит Йорк — Super Drumming II (1989)
- Ринго Старр — Ringo Starr and His All-Starr Band (1990)
- Тони Мартин — Back Where I Belong (1992)
- Robert Hart — Robert Hart (1992)
- The Semantics — Powerbill (1996)
- Джон Энтвисл — The Rock (1996)
- Simon Townshend — Among Us (1997)
- Eddie Hardin — Wizard’s Convention, Vol. 2 (1997)
- The Lightning Seeds — Tilt (1999)
- Sasha — Surfin' on a Backbeat (2001)
- Johnny Marr and the Healers — Boomslang (2003)
- The Who — Then and Now (2004)
- Oasis — Don't Believe the Truth (2005)
- The Who — Endless Wire (2006)
- Broken English — The Rough with the Smooth (2007)
- Oasis — Dig Out Your Soul (2008)
- The Who — Who (2019)